# Andrew Hebenton
Pour les articles homonymes, voir Hebenton.
Andrew Alexander Hebenton, dit Andy et surnommé Spud, (né le 3 octobre 1929 à Winnipeg, dans la province du Manitoba, au Canada et mort le 29 janvier 2019 à Gresham dans l'État américain de l'Oregon, aux États-Unis) est un joueur professionnel canadien de hockey sur glace qui évoluait au poste d'ailier droit. Il devient ensuite entraîneur.

## Biographie
Andy Hebenton nait le 3 octobre 1929 à Winnipeg. Surnommé Spud en raison de son amour pour les patates, Andy Hebenton joue plusieurs saisons junior dans sa ville natale avant de faire ses débuts professionnels en 1949 avec les Mohawks de Cincinnati dans la Ligue américaine de hockey. Il passe ensuite quatre saisons avec les Cougars de Victoria, deux dans la Pacific Coast Hockey League et deux dans la Western Hockey League où il est sélectionné dans la deuxième équipe d'étoiles en 1955.
Le 28 avril 1955, il est vendu par Victoria aux Rangers de New York et fait ses débuts dans la Ligue nationale de hockey l'année suivante. Il joue huit saisons avec les Rangers, jouant tous les matches de son équipe et remporte le Trophée Lady Byng, remis au joueur ayant le meilleur esprit sportif, en 1955 et dispute le 14e Match des étoiles de la Ligue nationale de hockey en 1960. Transféré aux Bruins de Boston lors d'un repêchage intra-ligue en 1963, il dispute à nouveau tous les matches de son équipe et établit ainsi un nouveau record de matches consécutifs disputés dans la LNH : avec 630 rencontres disputées à la fin de la saison, il bat le précédent record de Johnny Wilson de 580 matches ; ce record n'est battu que 12 ans plus tard par Garry Unger. Ce 630e match marque cependant la fin de la carrière de Hebenton dans la LNH qui est vendu aux Buckaroos de Portland le 5 juin 1964 et retourne ainsi dans la Western Hockey League.
Il joue un an Buckaroos puis deux saisons avec les Maple Leafs de Victoria avant de revenir à Portland où il termine sa carrière. Dans la WHL, de 1964 à 1974, il gagne six fois la Coupe Fred J. Hume en 1965, 1970, 1971, 1972, 1973 et 1974, est sélectionné dans la deuxième équipe d'étoiles en 1965 et 1970 et dans la première en 1971 et 1972. Outre sa série de 630 matches consécutifs dans la LNH, il joue un total de 1062 matchs de suite dans des ligues professionnelles, série qui n'est interrompue que par le décès de son père.
Il prend sa retraite de joueur en 1975 après une saison où il est également entraîneur de son équipe ; il prend sa retraite définitive du hockey en 1977 après deux nouvelles saisons d'entraîneur.
Hebenton meurt le 29 janvier 2019 dans une maison de soins de santé à Gresham, près de Portland (Oregon), aux États-Unis à l'âge de 89 ans,.

## Statistiques
| Saison     | Équipe                    | Ligue      |     | Saison régulière | Saison régulière | Saison régulière | Saison régulière | Saison régulière |   | Séries éliminatoires | Séries éliminatoires | Séries éliminatoires | Séries éliminatoires | Séries éliminatoires |
| Saison     | Équipe                    | Ligue      | PJ  | B                | A                | Pts              | Pun              | PJ               | B | A                    | Pts                  | Pun                  |                      |                      |
| 1946-1947  | Canadiens de St. Boniface | MAHA       |     | 14               | 8                | 22               | 2                |                  |   |                      |                      |                      |                      |                      |
| 1947-1948  | Canadians de Winnipeg     | MJHL       | 24  | 21               | 13               | 34               | 15               | 6                | 5 | 3                    | 8                    | 6                    |                      |                      |
| 1948-1949  | Canadians de Winnipeg     | MJHL       | 30  | 30               | 13               | 43               | 34               | 10               | 9 | 7                    | 16                   | 10                   |                      |                      |
| 1949-1950  | Mohawks de Cincinnati     | LAH        | 44  | 8                | 7                | 15               | 0                |                  |   |                      |                      |                      |                      |                      |
| 1949-1950  | Royaux de Montréal        | LHSQ       | 5   | 0                | 2                | 2                | 0                |                  |   |                      |                      |                      |                      |                      |
| 1950-1951  | Cougars de Victoria       | PCHL       | 56  | 16               | 16               | 32               | 12               | 12               | 6 | 3                    | 9                    | 2                    |                      |                      |
| 1951-1952  | Cougars de Victoria       | PCHL       | 67  | 31               | 25               | 56               | 81               | 13               | 6 | 6                    | 12                   | 5                    |                      |                      |
| 1952-1953  | Cougars de Victoria       | WHL        | 70  | 27               | 24               | 51               | 46               |                  |   |                      |                      |                      |                      |                      |
| 1953-1954  | Cougars de Victoria       | WHL        | 70  | 21               | 24               | 45               | 29               | 5                | 3 | 1                    | 4                    | 0                    |                      |                      |
| 1954-1955  | Cougars de Victoria       | WHL        | 70  | 46               | 34               | 80               | 20               | 5                | 1 | 1                    | 2                    | 2                    |                      |                      |
| 1955-1956  | Rangers de New York       | LNH        | 70  | 24               | 14               | 38               | 8                | 5                | 1 | 0                    | 1                    | 2                    |                      |                      |
| 1956-1957  | Rangers de New York       | LNH        | 70  | 21               | 23               | 44               | 10               | 5                | 2 | 0                    | 2                    | 2                    |                      |                      |
| 1957-1958  | Rangers de New York       | LNH        | 70  | 21               | 24               | 45               | 17               | 6                | 2 | 3                    | 5                    | 4                    |                      |                      |
| 1958-1959  | Rangers de New York       | LNH        | 70  | 33               | 29               | 62               | 8                |                  |   |                      |                      |                      |                      |                      |
| 1959-1960  | Rangers de New York       | LNH        | 70  | 19               | 27               | 46               | 4                |                  |   |                      |                      |                      |                      |                      |
| 1960-1961  | Rangers de New York       | LNH        | 70  | 26               | 28               | 54               | 10               |                  |   |                      |                      |                      |                      |                      |
| 1961-1962  | Rangers de New York       | LNH        | 70  | 18               | 24               | 42               | 10               | 6                | 1 | 2                    | 3                    | 0                    |                      |                      |
| 1962-1963  | Rangers de New York       | LNH        | 70  | 15               | 22               | 37               | 8                |                  |   |                      |                      |                      |                      |                      |
| 1963-1964  | Bruins de Boston          | LNH        | 70  | 12               | 11               | 23               | 8                |                  |   |                      |                      |                      |                      |                      |
| 1964-1965  | Buckaroos de Portland     | WHL        | 70  | 34               | 40               | 74               | 16               | 10               | 7 | 6                    | 13                   | 0                    |                      |                      |
| 1965-1966  | Maple Leafs de Victoria   | WHL        | 72  | 31               | 45               | 76               | 12               | 14               | 6 | 11                   | 17                   | 14                   |                      |                      |
| 1966-1967  | Maple Leafs de Victoria   | WHL        | 72  | 24               | 36               | 60               | 19               |                  |   |                      |                      |                      |                      |                      |
| 1967-1968  | Buckaroos de Portland     | WHL        | 70  | 16               | 29               | 45               | 10               | 12               | 3 | 4                    | 7                    | 0                    |                      |                      |
| 1968-1969  | Buckaroos de Portland     | WHL        | 74  | 26               | 51               | 77               | 26               | 11               | 2 | 1                    | 3                    | 0                    |                      |                      |
| 1969-1970  | Buckaroos de Portland     | WHL        | 72  | 36               | 42               | 78               | 9                | 11               | 2 | 7                    | 9                    | 0                    |                      |                      |
| 1970-1971  | Buckaroos de Portland     | WHL        | 72  | 29               | 52               | 81               | 10               | 11               | 6 | 3                    | 9                    | 14                   |                      |                      |
| 1971-1972  | Buckaroos de Portland     | WHL        | 72  | 30               | 34               | 64               | 12               | 11               | 3 | 4                    | 7                    | 2                    |                      |                      |
| 1972-1973  | Buckaroos de Portland     | WHL        | 72  | 30               | 36               | 66               | 26               |                  |   |                      |                      |                      |                      |                      |
| 1973-1974  | Buckaroos de Portland     | WHL        | 78  | 28               | 44               | 72               | 16               | 10               | 2 | 4                    | 6                    | 2                    |                      |                      |
| 1974-1975  | Totems de Seattle         | LCH        | 4   | 0                | 0                | 0                | 0                |                  |   |                      |                      |                      |                      |                      |
| 1974-1975  | Buckaroos de Portland     | WIHL       | 20  | 4                | 11               | 15               | 0                |                  |   |                      |                      |                      |                      |                      |
| Totaux LNH | Totaux LNH                | Totaux LNH | 630 | 189              | 202              | 391              | 83               | 22               | 6 | 5                    | 11                   | 8                    |                      |                      |

| Saison    | Équipe                | Ligue |    | PJ | V  | D | N      | % V |  | Séries éliminatoires |
| 1974-1975 | Buckaroos de Portland | WIHL  | 25 | 10 | 13 | 2 | 44,0 % |     |  |                      |
| 1975-1976 | Buckaroos de Portland | NWHL  |    |    |    |   |        |     |  |                      |
| 1976-1977 | Oilers de Tulsa       | LCH   |    |    |    |   |        |     |  |                      |

## Honneurs et récompenses
Au cours de sa carrière, Hebenton a reçu de nombreuses distinctions :
- 1949 : deuxième équipe d'étoiles de la MJHL ;
- 1955 : deuxième équipe d'étoiles de la WHL ;
- 1957 : trophée Lady Byng ;
- 1960 : match des étoiles de la LNH ;
- 1965 : 
  - Coupe Fred J. Hume,
  - deuxième équipe d'étoiles de la WHL ;
- 1970 :
  - Coupe Fred J. Hume,
  - deuxième équipe d'étoiles de la WHL ;
- 1971 :
  - Coupe Fred J. Hume,
  - première équipe d'étoiles de la WHL ;
- 1972 : Coupe Fred J. Hume ;
- 1973 :
  - Coupe Fred J. Hume,
  - première équipe d'étoiles de la WHL ;
- 1974 : trophée Fred J. Hume.

### Note
1. ↑  Spud est la traduction de patate, potatoe est celle de pomme de terre.